# Kuwait i olympiska sommarspelen 2000
Kuwait deltog i de olympiska sommarspelen 2000 med en trupp bestående av 29 deltagare och de tog totalt en medalj. Fehaid Al Deehanis bronsmedalj i skytte var landets första olympiska medalj.

## Medaljer

### Brons
- Fehaid Al Deehani - Skytte, dubbeltrap

## Fotboll
Herrar
| Nr          | Namn               | Födelsedatum     | Klubb              |
| Målvakter   | Målvakter          | Målvakter        | Målvakter          |
| ----------- | ------------------ | ---------------- | ------------------ |
| 1           | Shehab Kankune     | 28 april 1981    | Al Kazma Kuwait    |
| 18          | Nawaf Al Khaldi    | 25 maj 1981      | Al Qadisiya Kuwait |
| Försvarare  |                    |                  |                    |
| 3           | Jamal Mubarak      | 21 mars 1974     | Al Tadamon         |
| 5           | Abdullah Husan     | 13 december 1977 | Al Nasr            |
| 11          | Abdullah Wabran    | 7 februari 1971  | Al Tadamon         |
| 12          | Hamad Al-Tayar     | 10 februari 1982 | Al Kazma Kuwait    |
| 13          | Sadoun Salman      | 28 augusti 1977  | Al Qadisiya Kuwait |
| Mittfältare |                    |                  |                    |
| 2           | Naser Al-Omran     | 3 mars 1977      | Al Kazma Kuwait    |
| 4           | Bader Najem        | 20 augusti 1980  | Al Qadisiya Kuwait |
| 7           | Adel Al-Anezi      | 6 februari 1977  | Al Kuwait Kaifan   |
| 15          | Saleh Al-Beraiky   | 27 februari 1977 | Al Salmiya Club    |
| 16          | Yousef Zayed       | 2 september 1979 | Al Fehayheel       |
| 17          | Esam Al-Kandari    | 2 juli 1971      | Al Kazma Kuwait    |
| Anfallare   |                    |                  |                    |
| 6           | Nawaf Humaidan     | 8 mars 1981      | Al Kazma Kuwait    |
| 8           | Nasser Al-Othman   | 14 januari 1977  | Al Salmiya Club    |
| 9           | Bashar Abdullah    | 12 oktober 1977  | Al Salmiya Club    |
| 10          | Faraj Laheeb Saied | 3 oktober 1978   | Al Kuwait Kaifan   |
| 14          | Khalaf Al-Mutairi  | 25 juli 1979     | Al Jahra           |

Gruppspel
| Lag      | S | V | O | F | GM | IM | MS | P |
| -------- | - | - | - | - | -- | -- | -- | - |
| USA      | 3 | 1 | 2 | 0 | 6  | 4  | +2 | 5 |
| Kamerun  | 3 | 1 | 2 | 0 | 5  | 4  | +1 | 5 |
| Kuwait   | 3 | 1 | 0 | 2 | 6  | 8  | −2 | 3 |
| Tjeckien | 3 | 0 | 2 | 1 | 5  | 6  | −1 | 2 |

## Friidrott
Herrarnas 400 meter
- Fawzi Al Shammari
  1. Omgång 1 - 46.38 (gick inte vidare)

Herrarnas 4 x 400 meter stafett
- Musad Al Azimi, Badar Al Fulaij, Mishal Al Harbi, Fawzi Al Shammari
  1. Omgång 1 - DQ (gick inte vidare)

## Fäktning
Herrarnas florett
- Abdul Muhsen Ali